# Izak I. Komnen
Izak I. Komnen (grč. Ισαάκιος Α΄ Κομνηνός) (1005. – 1061.) je bio prvi bizantski car (1057. – 1059.) iz dinastije Komnen.

## Život
Izakov otac je bio časnik cara Bazilija II. Bugaroubojice. Na samrtnoj postelji predao je svoja dva sina carevoj brizi, pa su Izak i Ivan dobili odlično obrazovanje u manastiru Studionu, a kasnije dolaze na visoke položaje. Tijekom sedam sljedećih careva Izak je svojom službom dobio povjerenje vojske. Od 1042. do 1057. bio je zapovjednik vojske u Anadoliji. 1057. godine digao je pobunu u Paflagoniji i udružio se s plemstvom u uroti protiv cara Mihajla VI. Startiotika. Nakon svrgavanja Mihajla VI., Izak Komnen postaje 1057. car i ujedno prvi vladar iz dinastije Komnen. Okrunjen je 1. rujna 1057. godine.
Prvo je nagradio one koji su mu pomogli doći na vlast. Postavio ih je na visoke položaje izvan Carigrada. Odlučio je popraviti financijsko stanje carstva, pa je revidirao mnoga prava i povlastice, koje su dodijelili prethodni carevi. Preuzeo je i dio prihoda bogatih manastira.
Vodio je uspješan rat protiv Pečeneza, koji su 1059. godine počeli napadati i razarati naselja na sjevernim granicama carstva. 

## Abdikacija
Poslije kratkog, ali uspješnog rata protiv mađarskog kralja Andrije I. Mađarskog, zaključio je mir i vratio se u Carigrad. Tada je već bio bolestan, vjerovalo se čak i smrtno bolestan, pa su to iskoristili kako bi ga uvjerili da imenuje nasljednika. Imenovao je svog prijatelja Konstantina X. Duku, što je razočaralo Izakovog brata. Protiv volje svog brata supruge abdicirao je 22. studenog 1059. godine. Zajedno s obitelji odlazi u manastir.
Preživio je zdravstvenu krizu, ali nije ponovo došao na prijestolje, nego je zadnje dvije godine svog života proveo u manastiru. Iako je bio prvi iz dinastije Komnen koji je zauzeo carsko prijestolje, ne može se smatrati i rodonačelnikom dinastije. Ta zasluga pripadala je njegovom sinovcu Aleksiju I. Komnenu (1181. — 1118.) čiji su potomci vladali Bizantom sve do 1185. godine.

## Brak
Izakova supruga je bila carica Katarina Bugarska te je njihova kći bila Marija, poznata po ljepoti.